# Шехзаде Баязид
Шехзаде Баязид (тур. Şehzade Bayezid; 1612, Стамбул — 1635, Стамбул) — син османського султана Ахмеда I від його дружини Махфіруз Хадідже Султан. Брат османського султана Османа II. 

## Біографія
Баязид народився в грудні 1612 року в Стамбулі в сім'ї османського султана Ахмеда I і його дружини Махфіруз Султан, мав двох рідними братів і сестру. Після смерті Ахмеда I на трон мав зійти брат Баязида, Осман II, а самого шехзаде, як і його братів чекала незавидна доля - всіх їх мали стратити за законом Фатіха. Однак кілька років до того Ахмед I зберіг життя братові Мустафі вже після народження власних синів. Історики вважають, що Ахмед I вважав брата нездатним загрожувати його правлінню на прояві психічної хвороби. Ще однією з причин відступу Ахмеда від правил стало вплив його дружини Кесем, яка, побоюючись за життя синів, не бажала після смерті султана бачити на троні шехзаде Османа, матір'ю якого була Махфіруз. У підсумку, після смерті батька Баязида на троні опинився його недоумкуватий дядько.
Правління бездітного Мустафи було недовгим: в 1618 році відбувся переворот і на троні опинився Осман II. Вплив Кесем допоміг зберегти життя її синам і в цей раз. Чотири роки по тому стався черговий переворот: Осман був повалений і убитий. Однак на троні знову опинився Мустафа. 1623 року Мустафу скинули вдруге. В цей час Баязид разом зі своїм єдинокровних братом Сулейманом був відсутній в Стамбулі. В таких обставинах Кесем воліла бачити на троні свого одинадцятирічного сина Мурада.
В 1635 Мурад IV наказав стратити Сулеймана і Баязида. Обидва брати були поховані в Блакитній мечеті поруч з батьком.

## В культурі
У турецькому телесеріалі "Величне століття: Кесем" Баязид є сином Ахмета від наложниці Гюльбахар. Роль дорослого Баязида виконав Йигит Учан.